# Província de Ciudad Real
Ciudad Real (en castellà, Ciudad Real) és una província d'Espanya que es troba a la Comunitat Autònoma de Castella - la Manxa, la capital de la qual és la ciutat homònima. Té 506.864 habitants l'any 2006, en una superfície de 19.813 km² repartida entre 100 municipis. Limita al nord amb la província de Toledo, al nord-est amb la província de Conca, a l'est amb la província d'Albacete, al sud amb Andalusia, i a l'oest amb Extremadura.

## Geografia
El seu paisatge es defineix per l'Altiplà Central Ibèric, a la seua meitat meridional; es tracta d'un relleu pla amb petits tossals de no gaire altitud. El sud de la província es troba delimitada per la Sierra Morena, el principal pas cap a Andalusia del qual es troba a Despeñaperros; mentre que al nord es troba les Montes de Toledo, de poca altitud també.
Gran part del territori pertany a la comarca de la Manxa i al seu torn hi comprèn les subcomarques del Campo de Calatrava, el Campo de San Juan i el Campo de Montiel.
El riu Guadiana és la principal conca hidrogràfica, el qual neix a les Llacunes de Ruidera, a l'est de la província, que desapareix i torna a reaparèixer a la rodalia de la localitat de Villarrubia de los Ojos. Alguns dels seus afluents que es troben a la província són el Cigüela, el Záncara i el Jabalón.
El clima de la província és continental, amb hiverns freds i estius força calorosos.

### Comarques de Ciudad Real
- Valle de Alcudia
- Campo de Calatrava
- La Manxa
- Montes
- Campo de Montiel
- Sierra Morena

## Comunicacions
En general, es considera que la província es troba ben comunicada, amb una carretera que travessa de nord a sud entre Puerto Lápice i Almuradiel, el trajecte del qual segueix cap a Andalusia. El recorregut de l'AVE té aturades a les localitats de Ciudad Real i Puertollano.